# サンヤー・タンマサック
サンヤー・タンマサック（タイ語：สัญญา ธรรมศักดิ์, 1907年4月5日 - 2002年1月6日）は、タイ王国の法学者、大学教授、政治家。1973年から1975年まで首相を務めた。

## 経歴
1907年4月5日、トンブリー（現バンコク）で誕生。父親は高位の仏教学者であった。
アサンプション・カレッジで学んだ後、タンマサート大学で法律を学び、1928年に首席で卒業する。その後、奨学金を得てイギリスに留学、ミドル・テンプル（法曹院）で学び、法廷弁護士の資格を取得した。
1963年から1967年まで最高裁判所長官を務めた後、1968年に枢密顧問官に任命された。また、1971年にはタンマサート大学の学長に就任している。
1973年にクーデター（血の日曜日事件）によりタノーム・キッティカチョーンによる軍事独裁政権が崩壊すると、国王ラーマ9世によって首相に任命され、1975年まで務めた。
その後、枢密院議長を1998年まで務めた。2002年、バンコクで死去。